# Draschelbach (Gemeinde St. Veit an der Glan)
Draschelbach ist eine Ortschaft in der Gemeinde Sankt Veit an der Glan im Bezirk Sankt Veit an der Glan in Kärnten, in Österreich. Die Ortschaft hat 3 Einwohner (Stand 1. Jänner 2024). Sie liegt auf dem Gebiet der Katastralgemeinde Projern.

## Lage

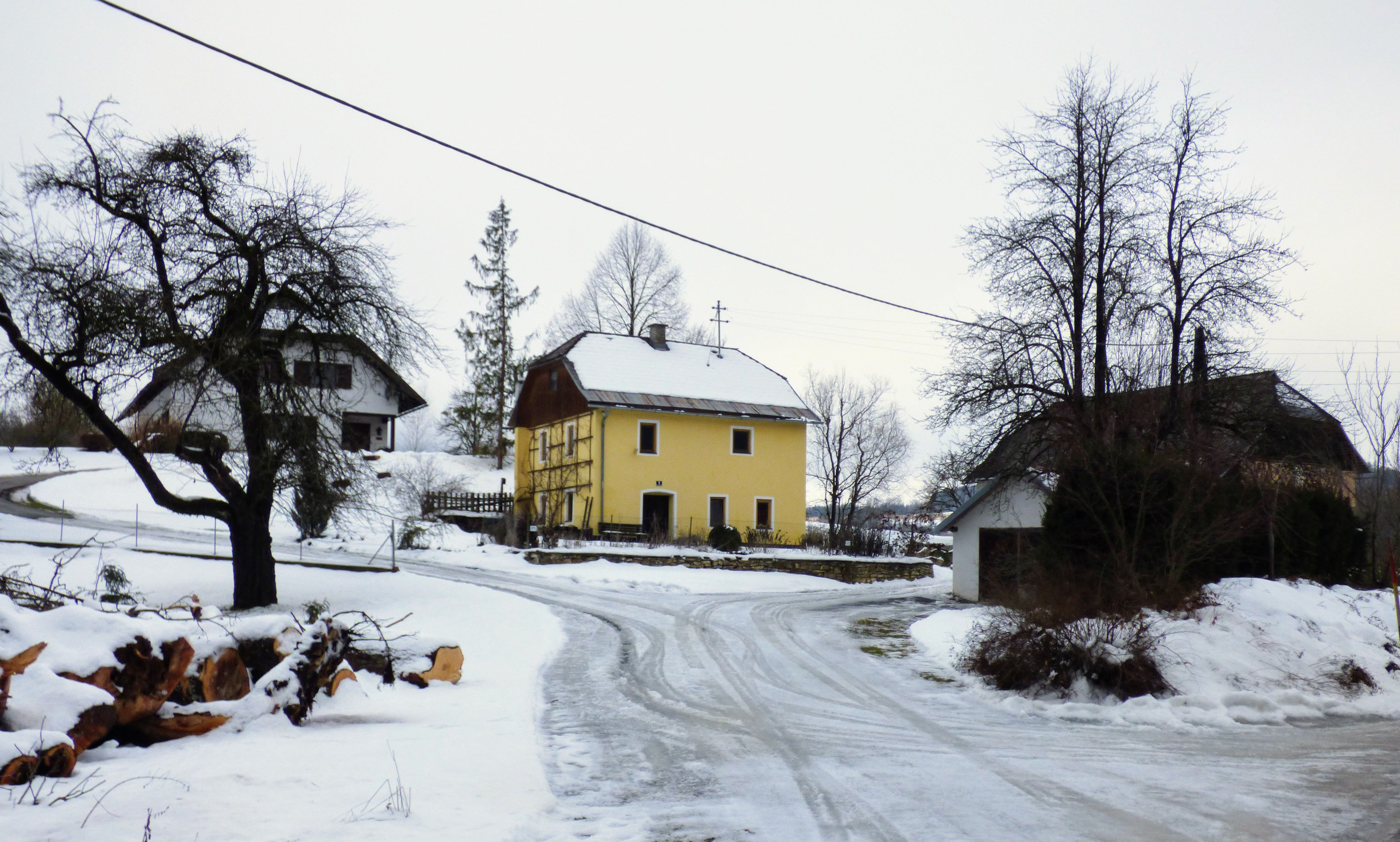
Draschelbach, Haus Nr. 1 (Mitte) und Nr. 4 (links im Hintergrund)

Die Ortschaft liegt im Glantaler Bergland im Süden des Bezirks Sankt Veit, südlich des Hörzendorfer Sees am Ostrand der Katastralgemeinde Projern, nordwestlich von Tanzenberg.

## Geschichte
In der Steuergemeinde Projern liegend, gehörte der Ort in der ersten Hälfte des 19. Jahrhunderts zum Steuerbezirk Karlsberg. Bei Bildung der Ortsgemeinden im Zuge der Reformen nach der Revolution 1848/49 kam Draschelbach an die Gemeinde Hörzendorf (die zunächst unter dem Namen Gemeinde Karlsberg geführt wurde), 1972 an die Gemeinde Sankt Veit an der Glan.

## Bevölkerungsentwicklung
Für die Ortschaft ermittelte man folgende Einwohnerzahlen:
- 1869: 3 Häuser, 15 Einwohner[3]
- 1880: 2 Häuser, 14 Einwohner[4]
- 1890: 2 Häuser, 15 Einwohner[5]
- 1900: 2 Häuser, 9 Einwohner[6]
- 1910: 2 Häuser, 8 Einwohner[7]
- 1923: 2 Häuser, 9 Einwohner[8]
- 1934: 3 Einwohner[9]
- 1961: 2 Häuser, 5 Einwohner[10]
- 2001: 4 Gebäude (davon 2 mit Hauptwohnsitz) mit 4 Wohnungen; 4 Einwohner und 0 Nebenwohnsitzfälle; 2 Haushalte; 0 Arbeitsstätten, 1 land- und forstwirtschaftlicher Betrieb[11]
- 2011: 4 Gebäude, 8 Einwohner, 3 Haushalte, 0 Arbeitsstätten[12]
- 2021: 4 Gebäude, 3 Einwohner, 3 Haushalte, 1 Arbeitsstätte[13]